# Pista pachybranchiata
Pista pachybranchiata är en ringmaskart som beskrevs av Fauvel 1932. Pista pachybranchiata ingår i släktet Pista och familjen Terebellidae. Inga underarter finns listade i Catalogue of Life.